# Takeshi Koshida
Takeshi Koshida (越田 剛史, Koshida Takeshi, Kanazawa, 19 oktober 1960) is een Japans voormalig voetballer die als verdediger speelde.

## Clubcarrière
In 1979 ging Koshida naar de University of Tsukuba, waar hij in het schoolteam voetbalde. Nadat hij in 1983 afstudeerde, ging Koshida spelen voor Nissan Motors. Met deze club werd hij in 1988/89 kampioen van Japan. Koshida veroverde er in 1983, 1985 en 1988 de Beker van de keizer en in 1988 de JSL Cup. In 6 jaar speelde hij er 97 competitiewedstrijden en scoorde 6 goals. Hij tekende in 1990 bij Kanazawa SC. Koshida beëindigde zijn spelersloopbaan in 1996.

## Japans voetbalelftal
Takeshi Koshida debuteerde in 1980 in het Japans nationaal elftal en speelde 19 interlands.

## Statistieken
| Japans voetbalelftal | Japans voetbalelftal | Japans voetbalelftal |
| Jaar                 | Wed.                 | Dlp.                 |
| -------------------- | -------------------- | -------------------- |
| 1980                 | 1                    | 0                    |
| 1981                 | 1                    | 0                    |
| 1982                 | 7                    | 0                    |
| 1983                 | 6                    | 0                    |
| 1984                 | 3                    | 0                    |
| 1985                 | 1                    | 0                    |
| Totaal               | 19                   | 0                    |